# Hendrik III Corsselaar

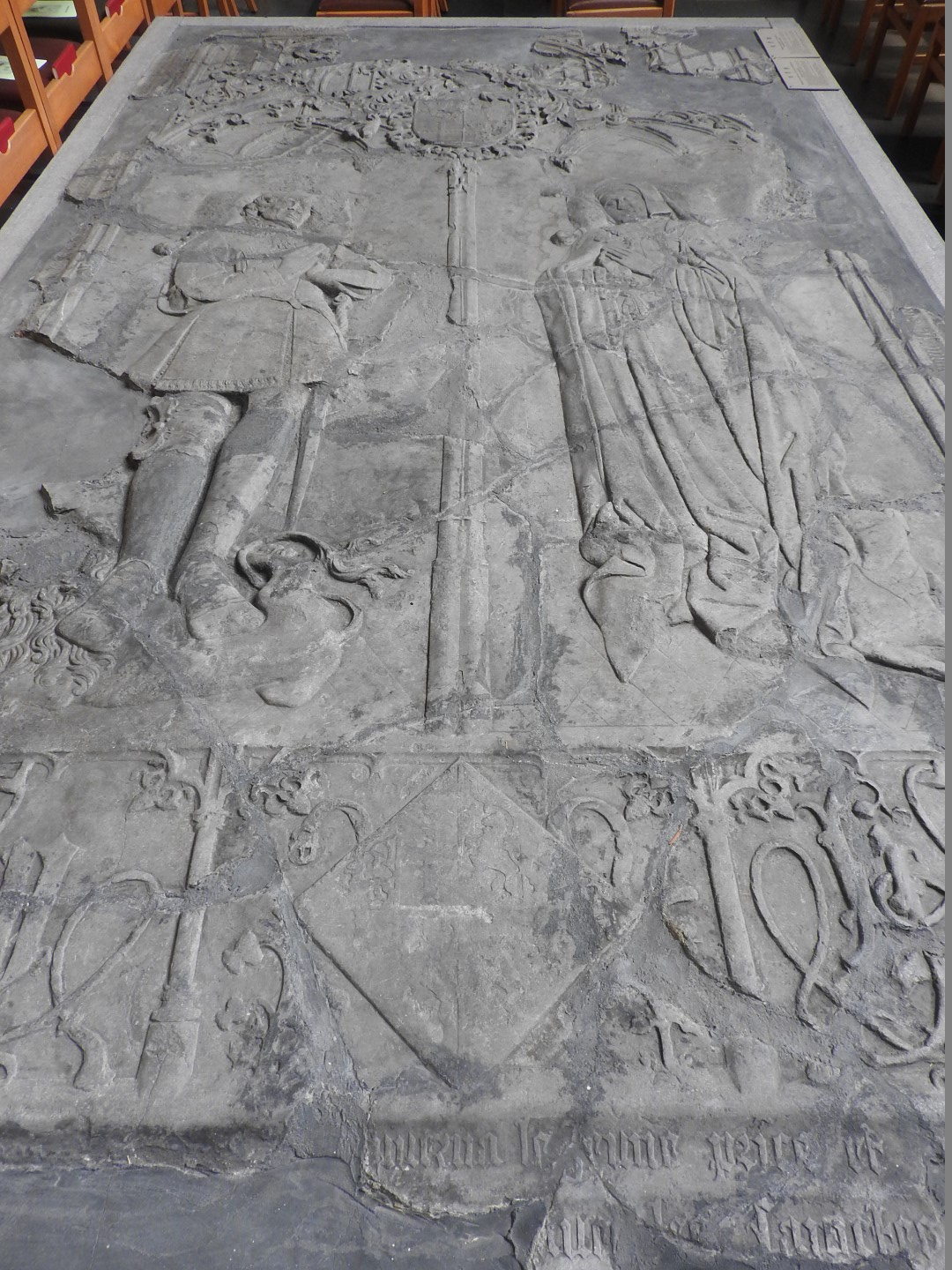
Beeltenissen van Hendrik III en van zijn vrouw Isabella van der Spout op hun grafplaat in de Sint-Lambertuskerk van Beersel

Familiewapen
Hendrik van Witthem

Hendrik III Corsselaar ook bekend als Hendrik III van Wittem (1440 - 1515). Hij was de zoon van Hendrik II Corsselaar van Wittem en Jacoba van Glymes (1420-1462)
Hendrik was heer van Beersel, Eigenbrakel, Ruisbroek, IJse en Plancenoit en baron van Boutersem. Tijdens de Opstand tegen Maximiliaan steunde hij de regent. Hij raakte in een verwoede oorlog met de Brusselaars. Soldaten van Hendrik hielden strooptochten tot onder de muren van Brussel en verstoorden zo ernstig de bevoorrading. Als reactie vernielden de Brusselaars in 1488 zijn stadwoning en belegerden ze vruchteloos zijn Kasteel van Beersel. Het werd pas bij een tweede beschieting in 1489 ingenomen. In de Vrede van Danebroek verplichtte Maximiliaan van Oostenrijk de Brusselaars om Hendrik schadeloos te stellen. Op 26 mei 1491 werd hij door hem verheven tot ridder in de Orde van het Gulden Vlies, en later werd hij kamerheer van keizer Karel V. Hij werd zo een van de machtigste heren van zijn tijd.
Hij trouwde met Elisabeth van der Spout (1450-1503), vrouwe van Eerken. Uit zijn huwelijk werd geboren:
- Filips Corsselaar van Wittem, heer van Beersel, Eigenbrakel, Neerijse en Eerken, baron van Boutersem (1471-1523). Hij trouwde in 1491 met Johanna van Halewijn (1470-1521). Zij was de dochter van Johan II van Halewijn, heer Van Halewijn, Lanwe, Vellegem en Roncq en graaf van Roeslare (1435-1473) en Johanna van La Clyte vrouwe van Komen en gravin van Nieuwpoort (1440-1512).
- Isabeau Corsselaar van Wittem, vrouwe van Beersel en Petit-Roeulx (1473-1508). Zij trouwde in 1487 met Bernhard II Van Orlay, heer van La Buchère, Messenburgh, Seneste, Rameru, La Folie en Tubeke (1465-1505).

## Trivia
Hendrik van Wittem komt voor in het Suske en Wiske-album De schat van Beersel.

## Voorouders
| Voorouders van Hendrik III Corselaar | Voorouders van Hendrik III Corselaar                              | Voorouders van Hendrik III Corselaar                              | Voorouders van Hendrik III Corselaar                              | Voorouders van Hendrik III Corselaar                              | Voorouders van Hendrik III Corselaar                              | Voorouders van Hendrik III Corselaar                              | Voorouders van Hendrik III Corselaar                               | Voorouders van Hendrik III Corselaar                               |
| ------------------------------------ | ----------------------------------------------------------------- | ----------------------------------------------------------------- | ----------------------------------------------------------------- | ----------------------------------------------------------------- | ----------------------------------------------------------------- | ----------------------------------------------------------------- | ------------------------------------------------------------------ | ------------------------------------------------------------------ |
| Overgrootouders                      | Johan II van Wittem (-1415) ∞ Maria van Stalle (–)                | Johan II van Wittem (-1415) ∞ Maria van Stalle (–)                | Jacob van Edingen (1350-1427) ∞ Maria van Pierrepont (1355-1416)  | Jacob van Edingen (1350-1427) ∞ Maria van Pierrepont (1355-1416)  | Jan van Glymes (1366-1428) ∞ Isabelle de Grez (?-?)               | Jan van Glymes (1366-1428) ∞ Isabelle de Grez (?-?)               | Hendriks IX van Boutersem (-1419) ∞ Johanna van der Aa (1397-1421) | Hendriks IX van Boutersem (-1419) ∞ Johanna van der Aa (1397-1421) |
| Grootouders                          | Hendrik I van Wittem (175-1444) ∞ Margaretha van Edingen (–1444)  | Hendrik I van Wittem (175-1444) ∞ Margaretha van Edingen (–1444)  | Hendrik I van Wittem (175-1444) ∞ Margaretha van Edingen (–1444)  | Hendrik I van Wittem (175-1444) ∞ Margaretha van Edingen (–1444)  | Jan I van Glymes (1390–1427) ∞ Johanna van Boutersem (1398-1430)  | Jan I van Glymes (1390–1427) ∞ Johanna van Boutersem (1398-1430)  | Jan I van Glymes (1390–1427) ∞ Johanna van Boutersem (1398-1430)   | Jan I van Glymes (1390–1427) ∞ Johanna van Boutersem (1398-1430)   |
| Ouders                               | Hendrik II van Wittem (1419-1456) ∞ Jacoba van Glymes (1420-1462) | Hendrik II van Wittem (1419-1456) ∞ Jacoba van Glymes (1420-1462) | Hendrik II van Wittem (1419-1456) ∞ Jacoba van Glymes (1420-1462) | Hendrik II van Wittem (1419-1456) ∞ Jacoba van Glymes (1420-1462) | Hendrik II van Wittem (1419-1456) ∞ Jacoba van Glymes (1420-1462) | Hendrik II van Wittem (1419-1456) ∞ Jacoba van Glymes (1420-1462) | Hendrik II van Wittem (1419-1456) ∞ Jacoba van Glymes (1420-1462)  | Hendrik II van Wittem (1419-1456) ∞ Jacoba van Glymes (1420-1462)  |
| Hendrik III Corselaar (1440–1515)    |                                                                   |                                                                   |                                                                   |                                                                   |                                                                   |                                                                   |                                                                    |                                                                    |